# Ahead of Their Time
Albums de Frank Zappa
Playground Psychotics
(1992) The Yellow Shark
(1993)
Ahead of Their Time est un album de Frank Zappa et the Mothers of Invention enregistré en 1968 et sorti en 1993.

## Liste des titres
| No  | Titre                                      | Durée       |
| --- | ------------------------------------------ | ----------- |
| 1.  | Prologue                                   | 3 min 07 s  |
| 2.  | Progress?                                  | 4 min 44 s  |
| 3.  | Like It or Not                             | 2 min 21 s  |
| 4.  | The Jimmy Carl Black Philosophy Lesson     | 2 min 01 s  |
| 5.  | Holding the Group Back                     | 2 min 00 s  |
| 6.  | Holiday in Berlin                          | 56 s        |
| 7.  | The Rejected Mexican Pope Leaves the Stage | 2 min 55 s  |
| 8.  | Undaunted, the Band Plays On               | 4 min 34 s  |
| 9.  | Agency Man                                 | 3 min 17 s  |
| 10. | Epilogue                                   | 1 min 52 s  |
| 11. | King Kong                                  | 8 min 13 s  |
| 12. | Help, I'm a Rock                           | 1 min 38 s  |
| 13. | Transylvania Boogie                        | 3 min 07 s  |
| 14. | Pound for a Brown                          | 6 min 50 s  |
| 15. | Sleeping in a Jar                          | 2 min 24 s  |
| 16. | Let's Make the Water Turn Black            | 1 min 51 s  |
| 17. | Harry, You're a Beast                      | 3 s         |
| 18. | The Orange County Lumber Truck (Part I)    | 46 s        |
| 19. | Oh No                                      | 3 min 22 s  |
| 20. | The Orange County Lumber Truck (Part II)   | 10 min 36 s |

## Musiciens
- Frank Zappa — guitare et chant
- Ian Underwood — saxophone alto, piano
- Bunk Gardner — saxophone ténor, clarinette
- Roy Estrada — basse, chant
- Euclid James "Motorhead" Sherwood — saxophone baryton, chant
- Don Preston — piano électrique, bruitages
- Arthur Dyer Tripp III — batterie, percussions
- Jimmy Carl Black — batterie
- BBC Symphony Orchestra

## Production
- Production : Frank Zappa
- Ingénierie : Bob Stone
- Direction musicale : Frank Zappa
- Conception pochette : Cal Schenkel